# Administrativní dělení Jihoafrické republiky
Jihoafrická republika se dělí na devět provincií (anglicky provinces). Před volbami v roce 1994 byly dřívější bantustany (samosprávná území černochů) zrušeny a čtyři předchozí provincie (Kapsko, Natal, Oranžský svobodný stát a Transvaal) byly rozděleny na devět. Dvanáctý, třináctý a šestnáctý dodatek ústavy změnily hranice sedmi z těchto provincií.

## Seznam provincií
| Číslo | Provincie               | Hlavní město                         | Největší město | Rozloha (km²) | Populace (2011, km²) | Hustota zalidnění (obyv./km², 2011) | Index lidského rozvoje (2003) |
| ----- | ----------------------- | ------------------------------------ | -------------- | ------------- | -------------------- | ----------------------------------- | ----------------------------- |
| 1     | Západní Kapsko          | Kapské Město                         | Kapské Město   | 129 462       | 5 822 734            | 45,0                                | 0.77                          |
| 2     | Severní Kapsko          | Kimberley                            | Kimberley      | 372 889       | 1 145 861            | 3,1                                 | 0.69                          |
| 3     | Východní Kapsko         | Bhisho                               | Port Elizabeth | 168 966       | 6 562 053            | 38,8                                | 0.62                          |
| 4     | KwaZulu-Natal           | Pietermaritzburg                     | Durban         | 94 361        | 10 267 300           | 108,8                               | 0.63                          |
| 5     | Svobodný stát           | Bloemfontein                         | Bloemfontein   | 129 825       | 2 745 590            | 21,1                                | 0.67                          |
| 6     | Severozápadní provincie | Mahikeng (Mafikeng)                  | Rustenburg     | 104 882       | 3 509 953            | 33,5                                | 0.61                          |
| 7     | Gauteng                 | Johannesburg                         | Johannesburg   | 18 178        | 12 272 263           | 675,1                               | 0.74                          |
| 8     | Mpumalanga              | Mbombela (Nelspruit)                 | Mbombela       | 76 495        | 4 039 939            | 52,8                                | 0.65                          |
| 9     | Limpopo                 | Polokwane (Pietersburg)              | Polokwane      | 125 754       | 5 404 868            | 43,0                                | 0.59                          |
| –     | Jihoafrická republika   | Pretoria, Kapské Město, Bloemfontein | Johannesburg   | 1 220 813     | 51 770 560           | 42,4                                | 0.67                          |